# 에그슬럿

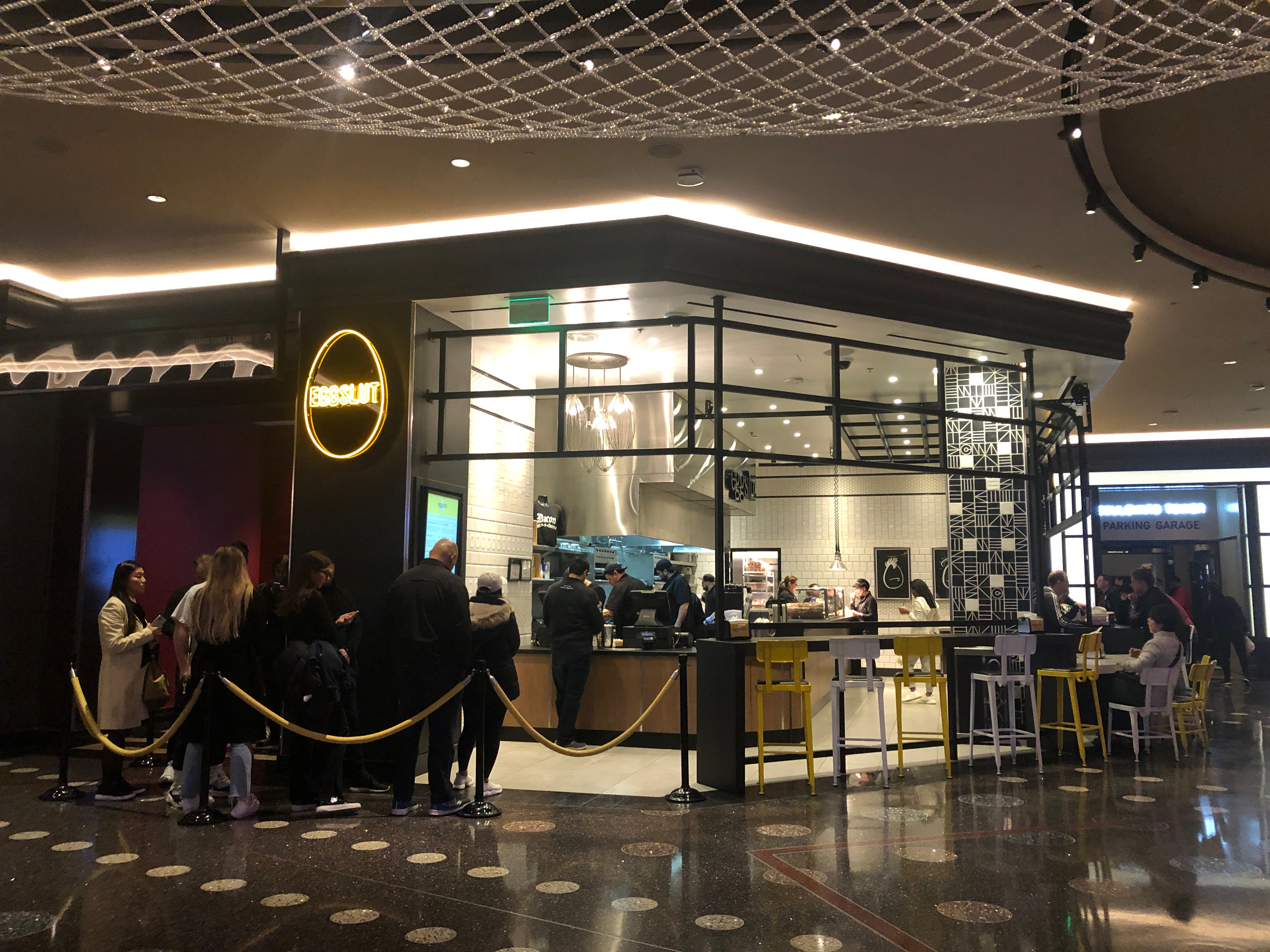

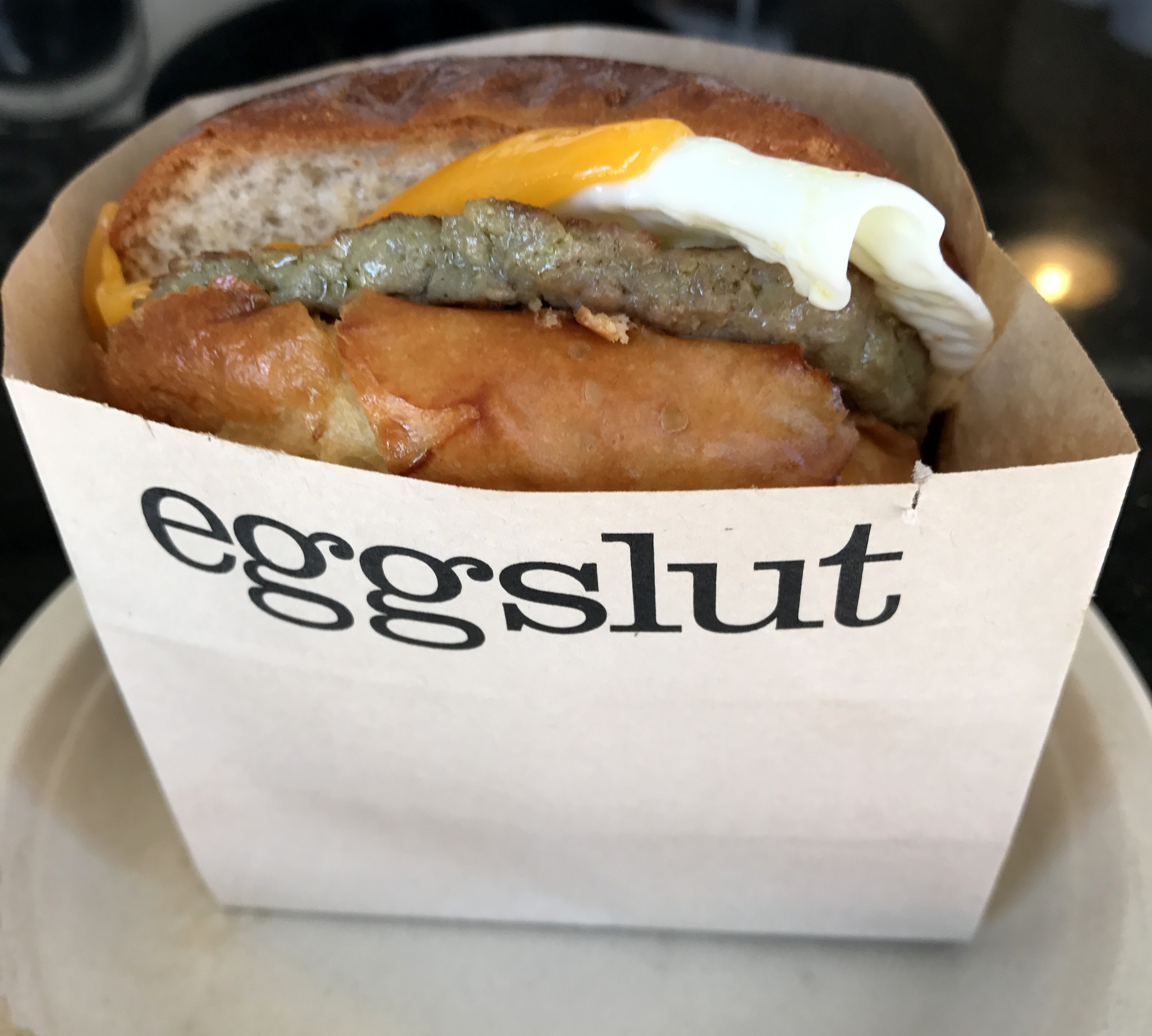

에그슬럿(영어: Eggslut)은 미국 로스앤젤레스의 달걀 샌드위치 브랜드다.